# Erica colorans
Erica colorans är en ljungväxtart som beskrevs av Gábor Gabriel Andreánszky. Erica colorans ingår i släktet klockljungssläktet, och familjen ljungväxter.

## Underarter
Arten delas in i följande underarter:
- E. c. breviflora
- E. c. hispidula

## Bildgalleri

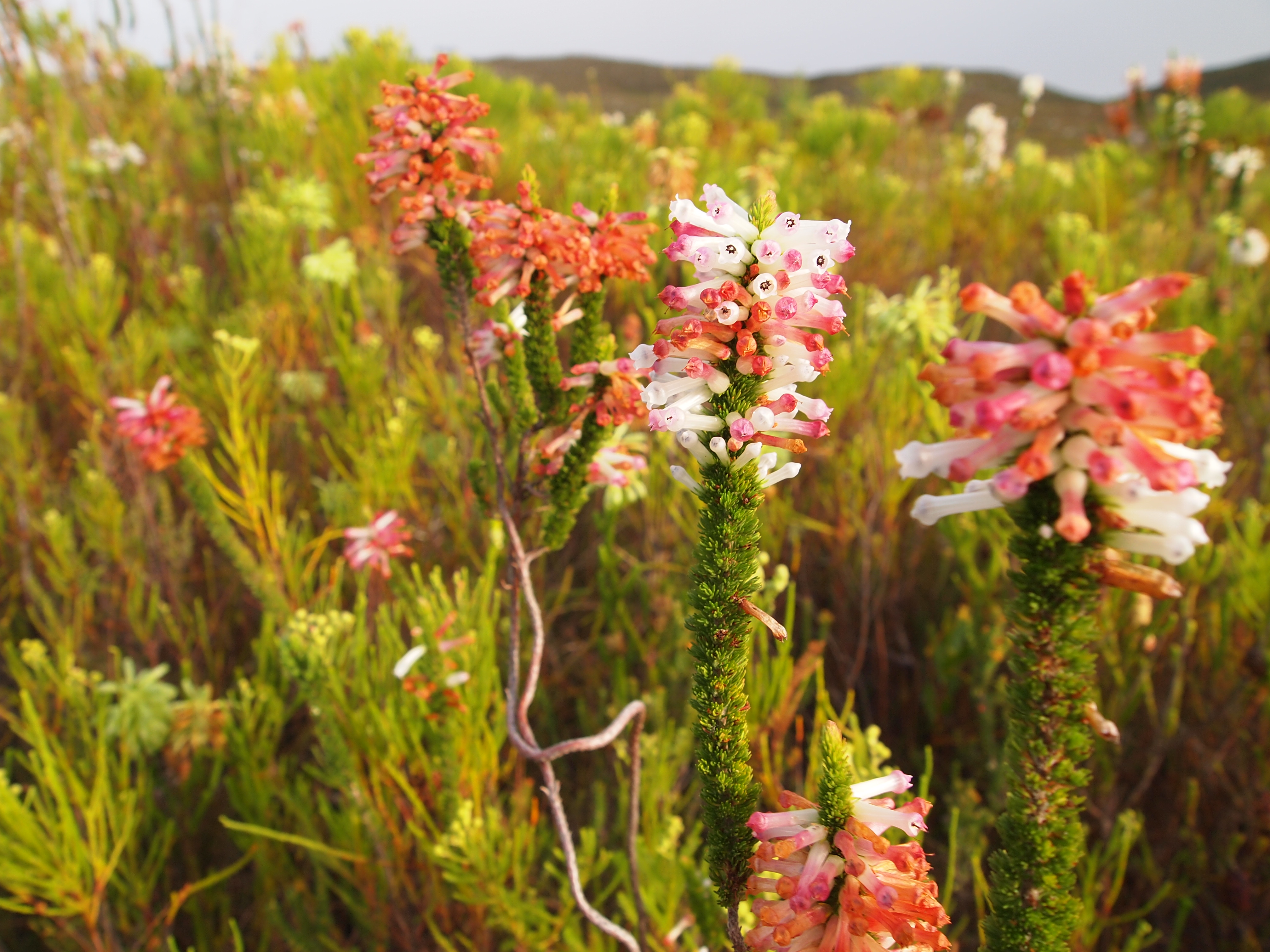
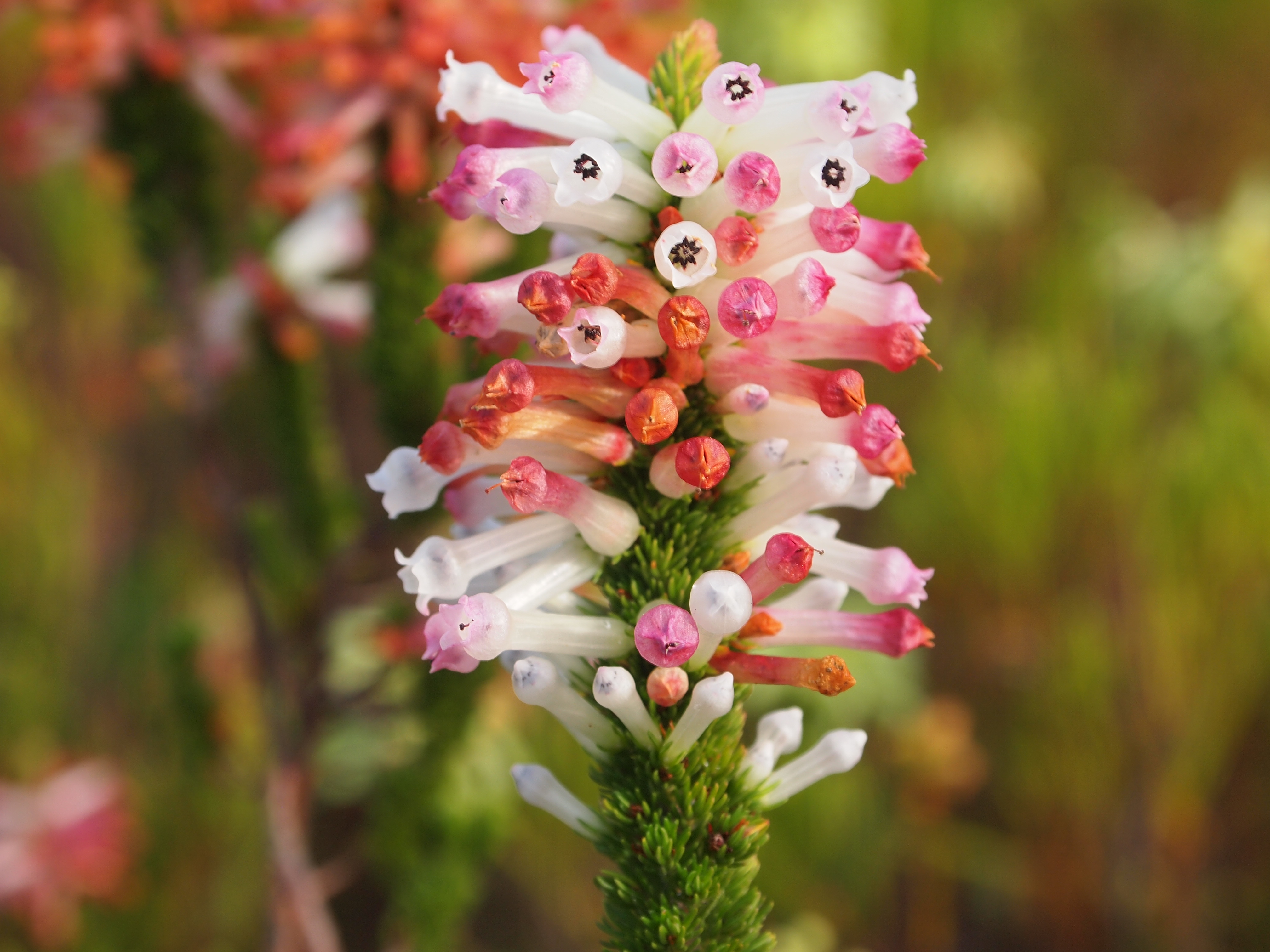
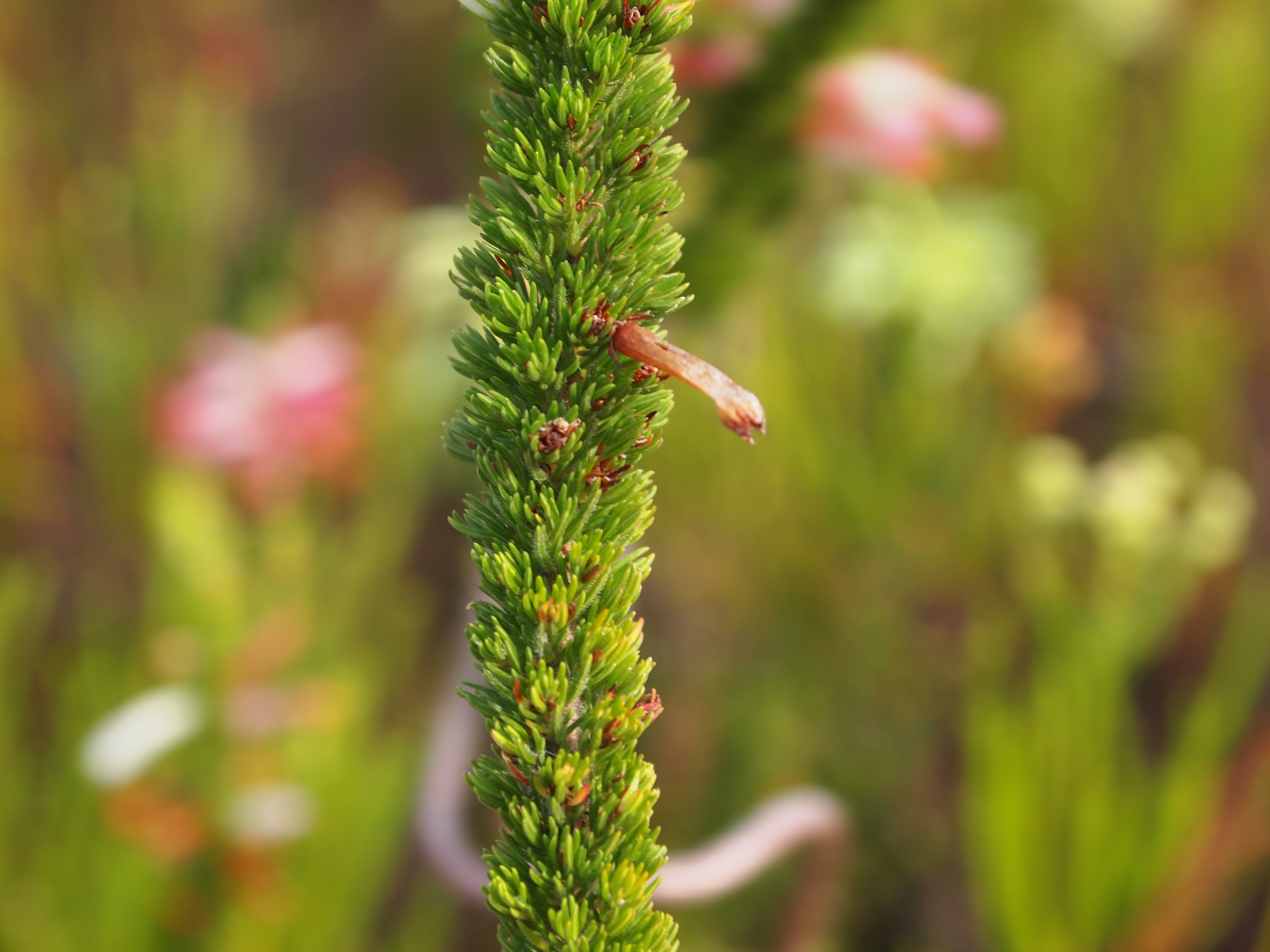
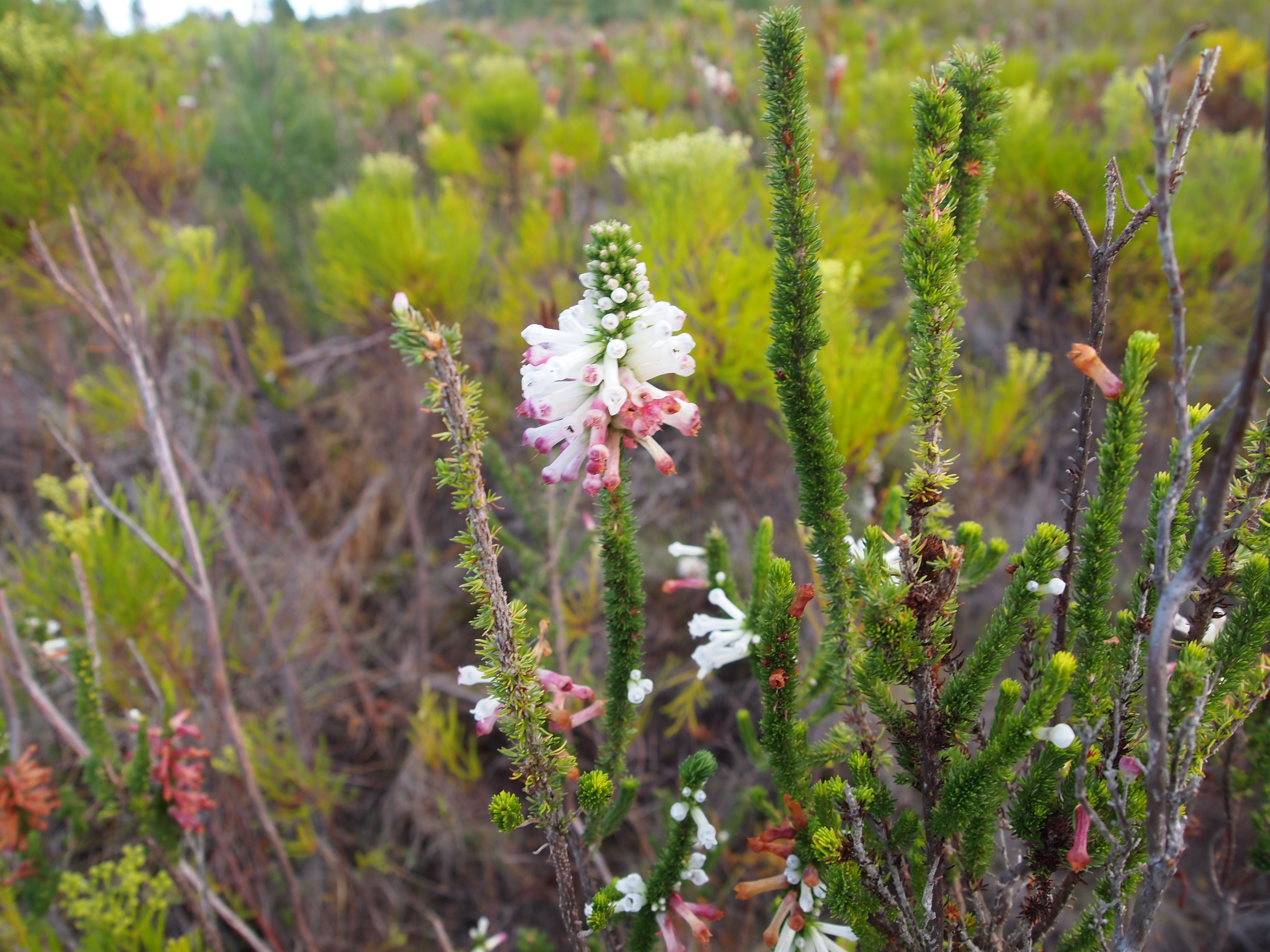